# Acrocercops ochronephela
Acrocercops ochronephela là một loài bướm đêm thuộc họ Gracillariidae. Nó được tìm thấy ở Meghalaya, Ấn Độ. Nó được miêu tả bởi Edward Meyrick năm 1908.